# محمدحسین تبریزی

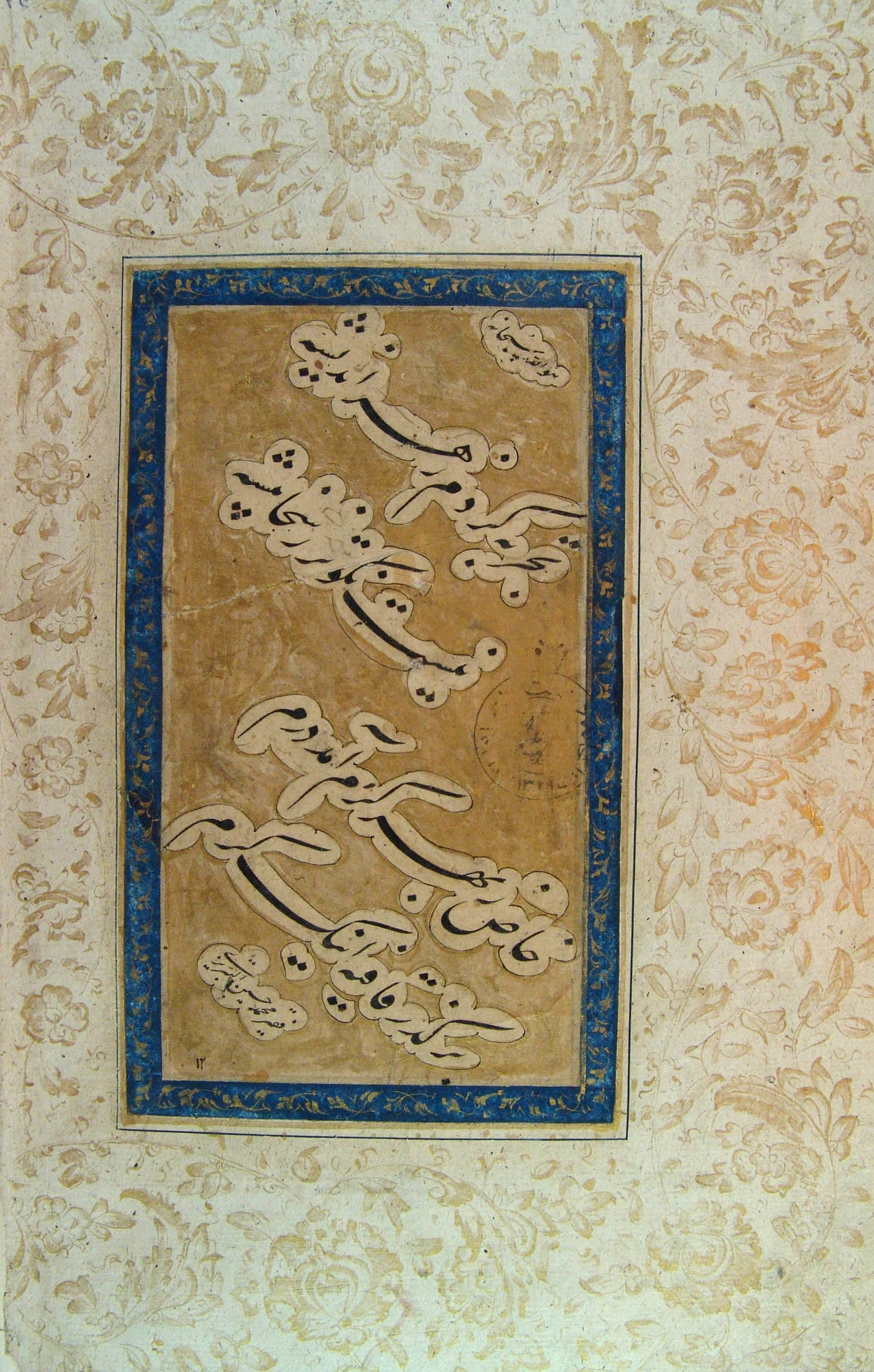
چلیپای نستعلیق با شعری منسوب به نظامی، کتابخانۀ کاخ گلستان: هو الله سبحانه تجربه کردم ز هر اندیشه‌ای نیست نکوتر ز سخا پیشه‌ای خاص ز بهر کرم آمد درم بر گذر قافیه اینک کرم فقیر محمد حسین التبریزی

ملا محمدحسین تبریزی (درگذشت ۹۸۵ ه‍. ق) ملقب به «مهین استاد» از نستعلیق‌نویسان قرن دهم هجری و استاد خوشنویسان بزرگی چون میرعماد و علیرضا عباسی بوده‌ است.

## سرگذشت
وی فرزند مولانا عنایت‌الله شیخ‌الاسلام آذربایجان و برادر مولانا محمدعلی بود و از علمای دوران خود و از صاحبان فضل و کمال و هنر به‌شمار می‌آمد. شعر می‌گفت و گفته‌اند «محزون» تخلص می‌کرد.
محمدحسین ابتدا به کسب علوم پرداخت و در علم ادب و لغت عرب مهارت پیدا کرد. در جوانی به مشهد رفت و از سید احمد مشهدی و میرحیدر خوشنویس تعلیم گرفت و سپس نزد مالک دیلمی رفت و خط را تکمیل کرد. در کتیبه‌نویسی دست قوی داشت و در زمان شاه اسماعیل دوم، کتیبه‌نویسی بناهای دولتی بر عهده وی بود. او شعر نیز می‌سرود و در جوانی درگذشت.
شهرت او چنان بود که میرعماد در جوانی قزوین را ترک و به تبریز رفت تا نزد او شاگردی کند. می‌گویند میرعماد روزی قطعه‌ای از خط خود را به ملا محمدحسین تبریزی نشان داد؛
استاد فرمود: «اگر چنین توانی نوشت، بنویس وگرنه قلم فرو گذار.»
میر گفت: «این را خود نوشته‌ام».
استاد روی او را بوسید و خط او را روی چشم گذارد و فرمود: «امروز استاد خوشنویسان هستی» و او را از شاگردی بی‌نیاز دانست.
او را شاگرد مالک دیلمی دانسته‌اند. و از شاگردان معروفش، محمدرضا تبریزی، بهبود شاهنشاهی، محمدشریف، علیرضا عباسی و میرعماد را نام برده‌اند.
در ثبت تاریخ درگذشتش اختلاف‌هایی وجود دارد برخی آن را مصادف با درگذشت سیداحمد مشهدی نستعلیق‌نویس ملازم شاه تهماسب و به سال ۹۸۶ ه‍. ق ذکر کرده‌اند.، در کتاب «تربیت دانشمندان آذربایجان» ۹۸۲ و هدایت‌الله سپهر در تذکره خود ۹۸۰ و دوست نزدیک او «حافظ حسین ابن الکربلایی با ذکر روز و ماه روز شنبه هفدهم ماه رجب ۹۸۵ ه‍.ق در قزوین ذکر کرده که بیشتر درست‌می‌نماید. به هر حال آنچه مسلم است در جوانی بدرود حیات گفته و هنگام تالیف عالم‌آرای عباسی (حدود ۱۰۳۸) مدتها پیش درگذشته بوده است.

## آثار
از آثار وی می‌توان به این موارد اشاره کرد:
- ‌یک نسخه «مناجات» خواجه عبدالله انصاری، به قلم دودانگ خوش، با رقم: «تمت الرسالهٔ بیدالعبدالمذنب محمدحسین التبریزی، غفر ذنوبه»
- یک نسخه منتخب «حدیقه الحقیقه» سنایی، به قلم نیم دودانگ خوش، با رقم: «تمت الرسالهٔ الشریف علی یدالفقیر محمدحسین التبریزی»
- و قطعات مختلف دیگر که شاید شیواترین آن‌ها یک قطعه در مرقع ولی‌الدین افندی باشد، به قلم دودانگ و نیم دودانگ و کتابت عالی، با رقم:«نمقه العبد محمدحسین التبریزی غفر له»[۴]